# Église Saint-Étienne d'Uchacq
Pour les articles homonymes, voir Église Saint-Étienne et Saint-Étienne (homonymie).
L'église Saint-Étienne est une église catholique située dans la commune d'Uchacq-et-Parentis, dans le département français des Landes, situe au sud oust de la France, dans la region Nouvelle Aquitaine.

## Historique
L'église Saint-Etienne est démolie et remontée en 1853 à l'écart de l'Estrigon, cours d'eau qui l'inondait régulièrement depuis 1843. Des peintures murales d'esprit classique ornent l'intérieur. Elles sont réalisées en 1854 par le peintre montois Louis Anselme Longa. Le portail et les chapiteaux du chœur sont des témoins de l'ancienne église romane disparue. 
L'édifice est classé au titre des monuments historiques en 1946 et inscrit en 2004.

## Galerie

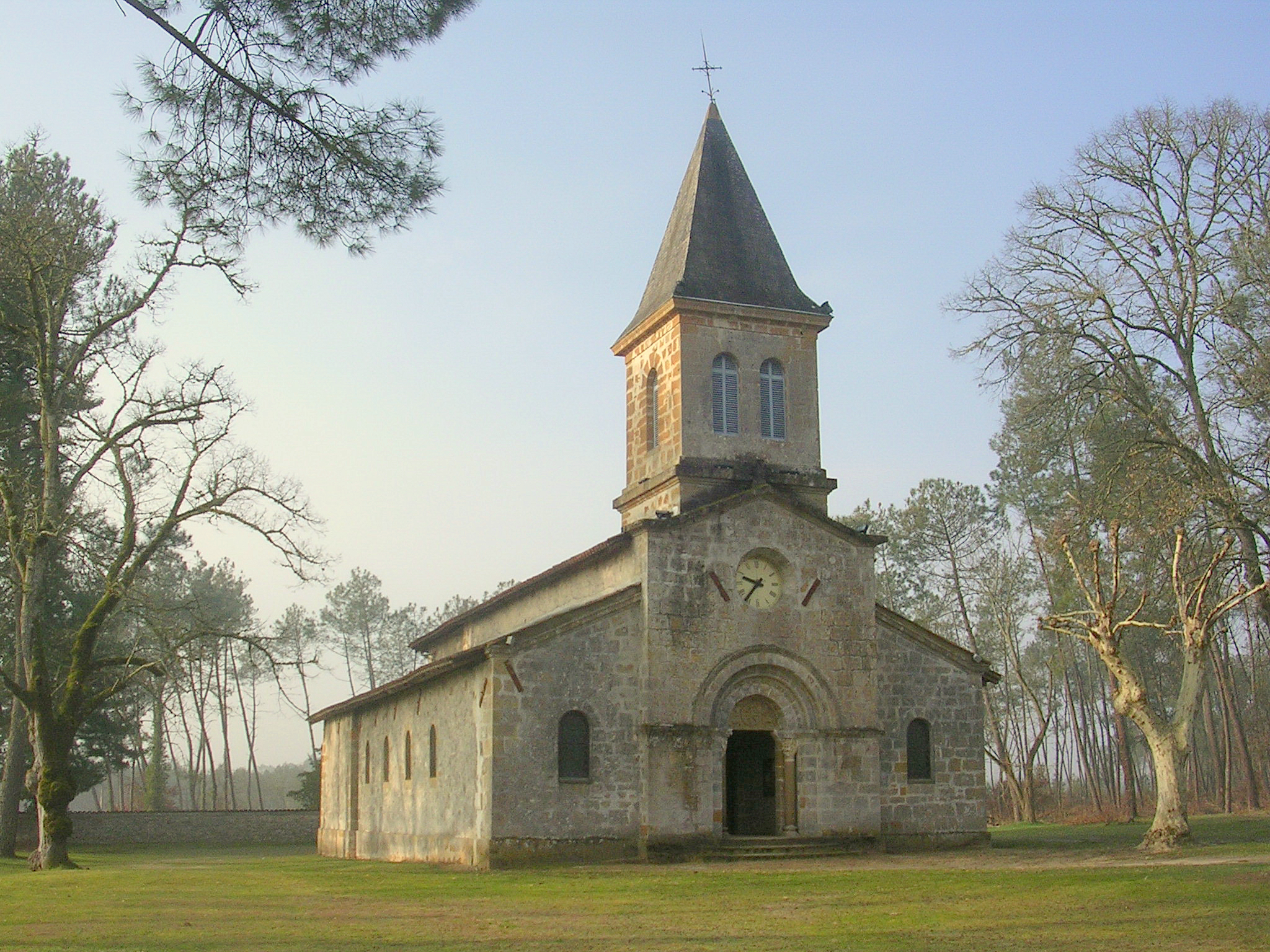
Vue de face.
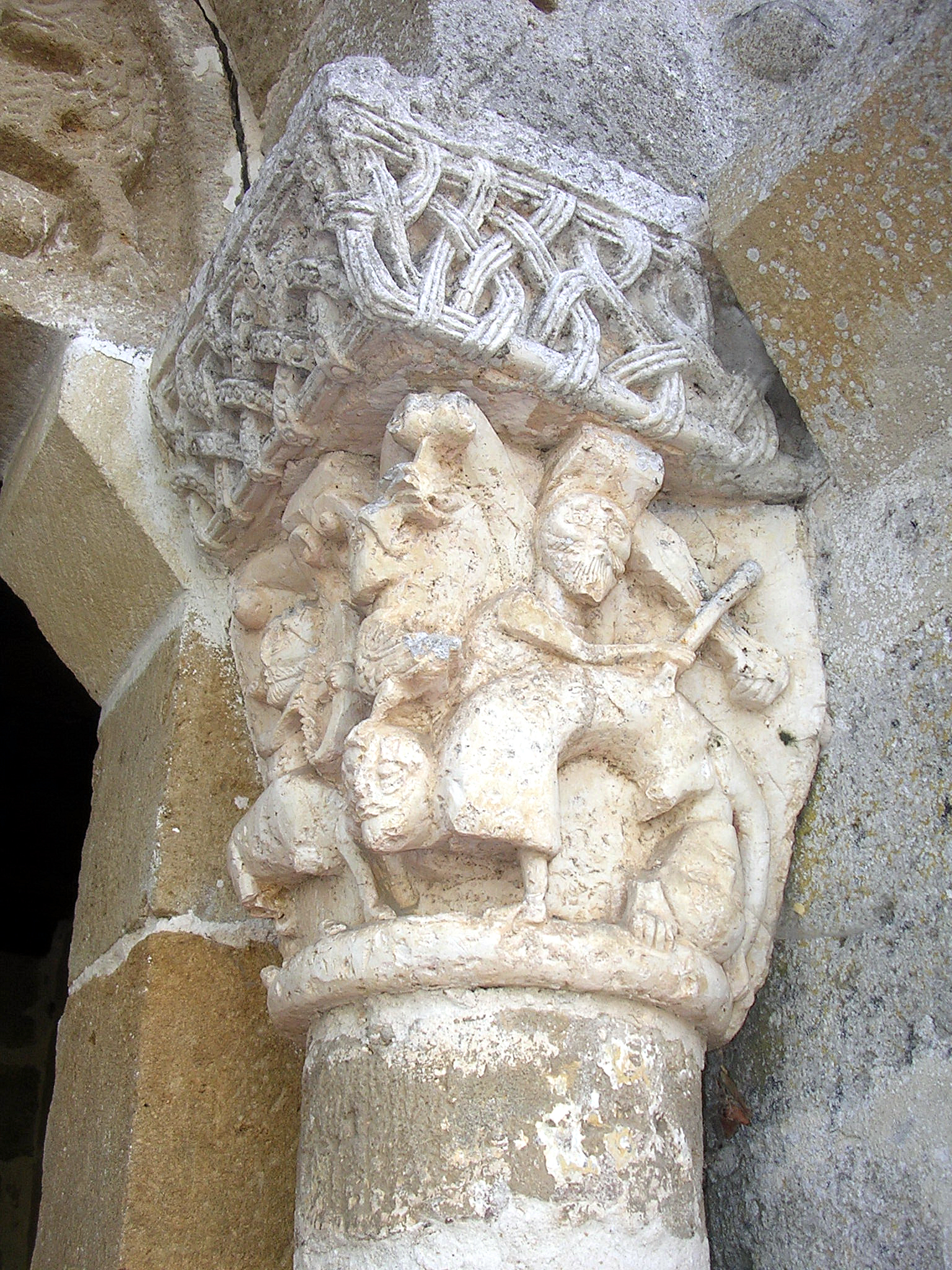
Chapiteau.